# Soft-ràquet
El Soft-ràquet és un esport de raqueta similar però menys exigent que l'esquaix. Es practica en una pista d'esquaix amb raqueta de raquetbol i una pilota que bota més i és més gran que la d'esquaix. Els partits tenen tres sets, cadascun de 15 punts. Només té modalitat individual. A Catalunya està regulat per la Federació Catalana d'Esquaix i Raquetbol. Des del 2006 hi ha un Circuit Català i un Campionat de Catalunya, i des del 2009 una Lliga catalana.